# Верхнє-Хавська волость
Верхнє-Хавська волость — історична адміністративно-територіальна одиниця Воронезького повіту Воронізької губернії з центром у селі Верхня Хава.
Станом на 1885 рік складалася з 27 поселень, 22 сільських громад. Населення — 12 205 осіб (6091 чоловічої статі та 6114 — жіночої), 1560 дворових господарств.
|                     | Площа, десятин | У тому числі орної, дес. |
| ------------------- | -------------- | ------------------------ |
| Сільських громад    | 15302          | 12456                    |
| Приватної власності | 15458          | 11831                    |
| Іншої власності     | 210            | 174                      |
| Загалом             | 30970          | 24461                    |

Поселення волості на 1880 рік:
- Верхня Хава — колишнє державне село при річці Хава за 60 верст від повітового міста, 3684 особи, 456 дворів, православна церква, школа, 6 лавок, триденний щорічний ярмарок. За 7 верст — православна церква, лавка.
- Андреєвка Друга — колишнє державне сільце при річці Хава, 243 особи, 25 дворів, лавка.
- Богословське (Раєвка) — колишнє власницьке село, 492 особи, 72 двори, православна церква.
- Велика Приваловка — колишнє державне село, 1974 особи, 290 дворів, православна церква, 6 лавок, 3 постоялих двори.
- Перовка — колишні державні висілки при річці Хава, 365 осіб, 48 дворів, православна церква.
- Криловка — колишнє державне село при річці Хава, 345 осіб, 52 двори, православна церква, школа, лавка.

За даними 1900 року у волості налічувалось 62 населених пункти, 87 будівель та установ, 2215 дворових господарств, населення становило 14 506 осіб (7119 чоловічої статі та 7387 — жіночої).
1915 року волосним урядником був Степан Тертишніков, старшиною був Григорій Федорович Кресніков, волосним писарем — Іван Васильович Строков.